# 1991 VP1
1991 VP1 är en asteroid i huvudbältet som upptäcktes den 4 november 1991 av de båda japanska astronomerna Seiji Ueda och Hiroshi Kaneda i Kushiro.
Asteroiden har en diameter på ungefär 3 kilometer.